# Prnjavor (Bihács)
Prnjavor kis falu Bosznia-Hercegovinában, Bihács községben, a Bosznia-hercegovinai Föderáció Una-Szanai kantonjában. 

## Fekvése
Bihácstól légvonalban 10, közúton 11 km-re északnyugatra, a horvát határ mellett és az izačići határátkelő közelében fekszik. Régen hat településrészből állt: Prnjavor, Bunića Selo, Čavnik, Vikića Selo, Abdića Selo és Maslin Do.

## Népessége
| Nemzetiségi csoport | Népesség 1991 | Népesség 2013 |
| ------------------- | ------------- | ------------- |
| Szerb               | 0             | 0             |
| Bosnyák             | 344           | 329           |
| Horvát              | 1             | 2             |
| Jugoszláv           | 0             | 0             |
| Egyéb               | 3             | 19            |
| Összesen            | 348           | 350           |

## Története
Prnjavor 1921-ig Izačić településrésze volt. Egy 1922-es leírás szerint a település a Pljesevica-hegységből nézve egy lepukkant falu benyomását kelti, amely amikor a katonai határ felőli támadás veszélye elmúlt megszökött a város szorongatása elől.